# Формацца
Формацца (итал. Formazza) — коммуна в Италии, располагается в регионе Пьемонт, в провинции Вербано-Кузьо-Оссола.
Население составляет 432 человека (2008 г.), плотность населения составляет 3 чел./км². Занимает площадь 131 км². Почтовый индекс — 28030. Телефонный код — 0324.
Покровителем населённого пункта считается святой San Bernardo di Mentone.

## Демография
Динамика населения:

## Администрация коммуны
- Официальный сайт: http://www.comune.formazza.vb.it